# Январь 2009 года

Список событий января 2009 года.

## События

### Важнейшие
Этот раздел включается в статью 2009 год. Здесь должны быть размещены важнейшие события января 2009 года
- 1 января
  - В 10:00 по московскому времени Газпром прекратил поставки газа на Украину в полном объёме[1][2]. (Подробнее см. Газовый конфликт между Россией и Украиной 2008—2009 года).
  - Австрия, Япония, Уганда, Мексика и Турция получают места в Совете Безопасности ООН.
  - Асунсьон — столица Парагвая, получила статус Американской культурной столицы, а Вильнюс и Линц — статус Европейских культурных столиц.
  - Единый госэкзамен стал обязательным во всей России[3].
  - Словакия перешла на евро и стала 16-м членом еврозоны.
  - Чехия стала Государством-председателем Совета Европейского союза.
  - Великобритания запретила продажу ламп накаливания мощностью более 60 Вт[4]. Лампы накаливания исчезнут из торговой сети ЕС к сентябрю 2012 года[5].
- 3 января
  - Армия обороны Израиля начала сухопутную часть операции «Литой свинец»[6].Атака Израиля вызвала взрыв в жилой части сектора Газа (12 января 2009)

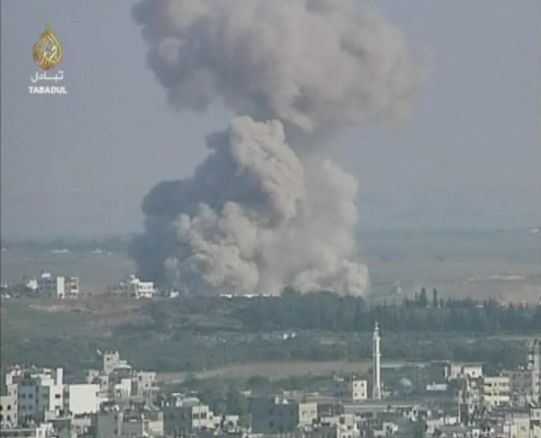
Атака Израиля вызвала взрыв в жилой части сектора Газа (12 января 2009)

  - В Буэнос-Айресе стартовало ралли «Дакар-2009»[7].
- 9 января — на Алтае потерпел катастрофу вертолёт Ми-171 компании «Газпромавиа», погибли 7 из 11 человек на борту, в том числе — Александр Косопкин — полномочный представитель Президента РФ в Государственной думе и Сергей Ливишин — сотрудник аппарата Госдумы РФ.
- 11 января — прошла 66-я церемония вручения кинопремии «Золотой глобус»[8].
- 13 января — эфиопские вооружённые силы покинули Сомали, где последние два года пытались поддерживать порядок.
- 15 января
  - Airbus A320, следовавший рейсом 1549 авиакомпании US Airways, совершил аварийную посадку на воду реки Гудзон в Нью-Йорке[9].
  - Официальная церемония открытия Международного года астрономии[10].
- 18 января — Израиль в одностороннем порядке прекратил боевые действия в секторе Газа, где начиная с 27 декабря 2008 года проходила израильская военная операция «Литой свинец»[11].
- 19 января — разрешён газовый конфликт между Россией и Украиной.
- 20 января — инаугурация президента США Барака Обамы.
- 22 января
  - Барак Обама подписывает приказ о закрытии в течение года лагеря для интернированных в заливе Гуантанамо, где содержались неграждане, которым были предъявлены обвинения в терроризме.
  - Конголезский повстанческий лидер Лоран Нкунда захвачен руандскими вооружёнными силами — в ходе попытки пересечь границу Руанды.
- 23 января — с космодрома Танегасима запущен на околоземную орбиту спутник «Ibuki», первый в мире спутник для определения содержания парниковых газов в атмосфере Земли[12].
- 25 — 27 января — внеочередной Архиерейский собор Русской православной церкви. Поместный собор Русской православной церкви избрал нового Патриарха Московского и всея Руси. Им стал Кирилл.
- 26 января
  - Первое слушание Международным Уголовным Судом по делу бывшего лидера Конголезского патриотического союза Томаса Любанги прошло успешно. Ему предъявлены обвинения в привлечении молодых солдат к грабежам, убийствам и изнасилованиям.
  - Создано Международное агентство по возобновляемым источникам энергии[13].
- 28 января — открытие Ежегодного Всемирного экономического форума в Давосе, Швейцария[14].
- 30 января
  - С космодрома Плесецк с помощью ракеты-носителя Циклон-3 запущен российский космический аппарат Коронас-Фотон.
  - Финансовый кризис 2008 года в Исландии: Крах исландского правительства и банковской системы, премьер-министр Гейр Хилмар немедленно уходит в отставку.
- 31 января
  - Старт турнира Кубок Легенд в Москве.
  - В Ираке прошли выборы в местные органы власти[15].

### Все события января 2009 года
- 1 января
  - Вильнюс и Линц получили статус Европейских культурных столиц.
  - Австрия, Япония, Уганда, Мексика и Турция получают места в Совете Безопасности ООН.
  - В 10:00 по московскому времени Газпром прекратил поставки газа на Украину в полном объёме[16].
  - Единый госэкзамен стал обязательным во всей России[3].
  - Закончилось действие советских паспортов образца 1974 года для некоторых категорий иностранных граждан и лиц без гражданства[17].
  - Словакия перешла на евро[18].
  - Чехия стала Государством-председателем Совета Европейского союза[19].
  - С 1 января 2009 года Вьетнам отменяет визы для российских граждан, если продолжительность поездки будет составлять не более 15 дней.
  - Китай и Вьетнам завершили процесс демаркации государственной границы[20].
  - В Туркменистане произведена деноминация маната[21].
  - Международные коалиционные силы в Ираке передали контроль над безопасностью в стране иракскому правительству[22].
  - Беларусь провела разовую девальвацию рубля на 20,5 %[23].
- 2 января
  - Операция «Литой свинец»:
    - Эвакуация иностранных граждан из сектора Газа, который почти неделю подвергается массированным бомбардировкам, запланирована на утро пятницы 2 января. В списках на выезд из блокированного анклава значатся около 400 человек, из них 180 — граждане России и стран СНГ[24].

  - В Португалии в возрасте 115 лет умер самый старый в мире человек Мария де Жезуш, теперь самым старым долгожителем считается Гертруда Бейнс[25].
  - Голосование в нижней палате парламента Бельгии по вопросу о доверии новому правительству, сформированному Херманом ван Ромпёем.
- 3 января
  - В Гане на президентских выборах победу одержал кандидат от оппозиции Джон Атта Миллс[26].
  - Операция «Литой свинец»:
    - Началась вторая, наземная часть операции. Танковые части ЦАХАЛа вошли в сектор Газа с трёх направлений. В Израиле объявлена массовая мобилизация[6].

  - В Буэнос-Айресе стартовало ралли «Дакар-2009»[7].
- 4 января
  - Газовый конфликт между Россией и Украиной 2008—2009 года:
    - По заявлению официального представителя Газпрома Сергея Куприянова Украина за сутки незаконно отобрала 50 млн м³ газа[27].
    - Киевский суд запретил транзит газа по территории Украины[28].

  - Операция «Литой свинец»:
    - Израиль продолжает наземную операцию на территории палестинского анклава, израильские танки и артиллерия наносят массированные удары по сектору Газа. На севере сектора Газа идут ожесточённые бои[29].
    - Боевики ХАМАСа расправились с десятками сторонников ФАТХа в секторе Газа[30].
    - США заблокировали заявление Совета безопасности ООН, призывающее к необходимости прекращения военных действий в секторе Газа[31].
    - ХАМАС заявил об уничтожении двух израильских танков в секторе Газа.

  - В Индонезии произошло землетрясение магнитудой 7,6 баллов по шкале Рихтера, затронувшее города Маноквари и Соронг[32].
  - В результате взрыва смертницы в Багдаде погибли по меньшей мере 35 шиитских паломников, около 55 человек получили ранения[33].
  - Федеральное бюро расследований передало Исламабаду доказательства того, что руководившие терактами в Мумбаи в ноябре 2008 года боевики находились в Пакистане[34].
- 5 января
  - Избранный президент США Барак Обама сообщил, что собирается назначить новым директором Центрального разведывательного управления Леона Панетту[35].
  - В северо-восточных областях Афганистана и Пакистана произошло землетрясение мощностью шесть баллов по шкале Рихтера[36].
- 6 января
  - Ангола частично закрыла границу с Демократической Республикой Конго, чтобы предотвратить распространение вспыхнувшей в соседней стране эпидемии смертельной лихорадки Эбола[37].
  - Газовый конфликт между Россией и Украиной 2008—2009 года:
    - По всей территории Приднестровья отключили отопление по причине нехватки газа.

  - Операция «Литой свинец»:
    - Израильские танки вошли в Хан-Юнис, крупнейший город на юге сектора Газа[38].
- 7 января
  - Газовый конфликт между Россией и Украиной:
    - Центральный производственно-диспетчерский департамент «Газпрома» дал команду на вынужденную приостановку потока российского транзитного газа на территорию Украины[39].

  - Операция «Литой свинец»:
    - Правительство Израиля приняло решение о приостановках с 7 января на три часа в сутки бомбардировок целей на территории сектора Газа, чтобы дать возможность населению Газы получить гуманитарную помощь и покинуть опасные районы[40].

  - Немецкий миллиардер Адольф Меркле покончил жизнь самоубийством в связи с крупными убытками, которые потерпел его бизнес в результате глобального экономического кризиса[41].
- 8 января
  - Газовый конфликт между Россией и Украиной:
    - Прошла встреча глав «Газпрома» и «Нафтогаза Украины» в Брюсселе[42].

  - Операция «Литой свинец»:
    - Израиль подвергся ракетному обстрелу с территории Ливана, несколько взрывов прогремело в северном регионе Западная Галилея, близ города Нагария; в свою очередь, израильские войска открыли ответный огонь по территории Ливана[43].
- 9 января
  - Три путешественника из Канады установили новый рекорд по скорости пешего пересечения Антарктиды и достижению Южного полюса: 33 дня, 23 часа и 30 минут[44].
  - Компания Microsoft открыла для публичного доступа бета-версию новой операционной системы Windows 7[45].
  - Из-за сильных снегопадов в Испании нарушилось движение авто- и железнодорожного транспорта, а также временно была прекращена работа международного аэропорта «Барахас»[46].
  - В Коста-Рике произошло сильное землетрясение магнитудой 6,1[47].
  - США и Грузия подписали хартию о Евроатлантическом сотрудничестве[48].
  - Сомалийские пираты освободили захваченный в ноябре 2008 года танкер «Сириус Стар», сумма выкупа, выплаченного за судно, составила 3 миллиона долларов[49].
- 10 января
  - В Великобритании родился первый ребёнок, чей генетический код был изменён: у новорождённой отсутствует мутационный ген, который впоследствии может привести к развитию рака груди[50].
  - Израильское командование приступило к реализации третьей стадии операции «Литой свинец» против структур ХАМАС в секторе Газа[51].
- 11 января
  - Прошла 66-я церемония вручения кинопремии «Золотой глобус»[8].
  - В пригородах Газы продолжались столкновения израильской армии и боевиков ХАМАСа; израильские войска при поддержке танков и вертолётов продвинулись вглубь Газы в южной и восточной части города[52].
  - Жан-Луи Шлессер на багги собственной конструкции выиграл Ралли Африка[53].
- 12 января
  - Началось сильное наводнение на Фиджи, вызванное проливными дождями, погибло 6 человек, тысячи эвакуированы[54].
  - Газовый конфликт между Россией и Украиной: Украина подписала протокол о механизмах международного контроля транзита российского газа в том виде, в котором он был составлен Россией и Евросоюзом[55].
- 13 января
  - Ирак стал 186 государством, подписавшим конвенцию по запрету химического оружия[56].
  - В Германии принят пакет антикризисных мер, включающих в себя выделение 50 миллиардов евро на смягчение экономического кризиса[57].
  - За участие в массовых беспорядках в Риге были задержаны 106 человек[58].
- 14 января
  - Глава террористической организации «Аль-Каида» Усама бен Ладен призвал остановить военные действия в Газе при помощи джихада[59].
  - Корпорация Citigroup сообщила, что ведёт переговоры о продаже части своего брокерского подразделения Smith Barney банку Morgan Stanley[60].
- 15 января
  - Никита Белых официально стал новым губернатором Кировской области[61].
  - Airbus A320, следовавший рейсом 1549 авиакомпании US Airways, совершил аварийную посадку на воду реки Гудзон в Нью-Йорке[9].
  - Палестинское движение ХАМАС заявило египетской стороне о том, что оно согласно на перемирие с Израилем сроком на один год при условии вывода израильских войск из сектора Газа в течение 5—7 дней и открытия всех границ анклава[62].
  - Лидер КНДР Ким Чен Ир впервые назвал своего преемника, которым стал его третий сын Ким Чен Ын[63][64].
  - Страны Совета сотрудничества арабских государств Персидского залива объявили о своём намерении перейти к 2010 году на единую валюту[65].
  - Официальная церемония открытия Международного года астрономии[10].
- 16 января
  - Сомалийские пираты освободили за выкуп датское судно «Future»[66].
  - Свыше восьми миллионов персональных компьютеров, использующих операционную систему Windows, были заражены компьютерным вирусом Conficker[67].
  - Прошли массовые волнения в столице Литвы Вильнюсе[68].
- Фирдаус Кабиров (КамАЗ) выиграл Ралли Дакар: Аргентина—Чили. Владимир Чагин (КамАЗ) — 2-й. Жерард де Рой (ЖИНАФ) — 3-й. Ильгизар Мардеев (КамАЗ) — 4-й. В зачёте внедорожников победил Жиниэль де Вильерс (Фольксваген)[69][70][71].
- 17 января
  - Исламская партия Малайзии победила правящую партийную коалицию Национальный фронт в проходящих в Куала-Тренггану предварительных парламентских выборах[72].
  - В Москве состоялись переговоры премьеров России и Украины с целью найти пути решения газового конфликта[73].
- 18 января
  - Израиль в одностороннем порядке прекратил боевые действия в секторе Газа, где начиная с 27 декабря 2008 года проходила израильская военная операция «Литой свинец»[11].
- 19 января
  - Завершение газового конфликта: «Нафтогаз» и «Газпром» подписали контракт на 10 лет, оговаривающий условия формирования цен на газ и тарифов на транзит[74].
  - В центре Москвы убит адвокат Станислав Маркелов, известный по многим громким делам. Была также ранена его спутница — журналистка Анастасия Бабурова, которая скончалась в тот же день в больнице[75].
- 20 января
  - Прошла инаугурация 44-го президента США Барака Обамы[76].
  - Восемь повстанческих группировок Чада приняли решение объединиться в коалицию «Союз сил сопротивления» для свержения президента страны Идриса Деби[77].
- 21 января
  - Президент Ирландии Мэри Макэлис подписала закон, подтверждающий национализацию банка «Anglo Irish Bank»[78].
  - Автоконцерн «Тойота» по итогам 2008 года стал крупнейшим производителем автомобилей в мире, впервые обогнав по продажам «Дженерал Моторс»[79].
  - Сенат США утвердил Хиллари Клинтон на посту Государственного секретаря США[80].
  - Израиль полностью вывел войска из сектора Газа[81].
- 22 января
  - Президент США Барак Обама подписал указ о закрытии военной тюрьмы для подозреваемых в причастности к терроризму, расположенной на американской базе Гуантанамо[82].
  - Полиция Исландии впервые с 1949 года применила слезоточивый газ для разгона демонстрантов[83].
- 23 января
  - От сердечного приступа на 73-м году жизни скоропостижно скончался известный петербургский композитор и дирижёр Юрий Фалик.
  - В Руанде арестован лидер повстанцев тутси Лоран Нкунда[84].
  - С космодрома Танегасима запущен на околоземную орбиту спутник «Ibuki», первый в мире спутник для определения содержания парниковых газов в атмосфере Земли[12].
  - Последний день симпозиума на тему «Роль астрономии в обществе и культуре», проведённого Международным астрономическим союзом в рамках Международного года астрономии[85].

- 24 января

  - Российский бизнесмен Чичваркин покинул Россию за час до того, как ему была доставлена повестка о вызове на допрос в Следственный Комитет[86].
  - В Испании и на юге Франции из-за штормового ветра погибло по меньшей мере 15 человек (на илл.)[87].
  - Бенедикт XVI отменил указ своего предшественника Папы Иоанна Павла II об отлучении от церкви четырёх священников, рукоположённых ультраконсервативным епископом Марселем Лефевром[88].
- 25 января
  - Учёные Европейской молекулярно-биологической лаборатории установили, что транскрипция в геноме с одного и того же промотора может идти в обоих направлениях[89].
  - Министр торговли Исландии Бйоргвин Сигурдссон подал в отставку в результате экономического кризиса в стране[90].
  - Вооружённые силы Шри-Ланки заявили, что взят последний город, контролируемый сепаратистами группировки «Тигры освобождения Тамил Илама»[91].
  - По меньшей мере 10 альпинистов погибли на горнолыжном курорте на северо-востоке Турции из-за схода лавины[92].
- 26 января
  - Премьер-министр Исландии Гейр Хорде объявил о немедленной отставке правительства страны из-за углубляющегося экономического кризиса[93].
  - Компания Pfizer, крупнейший производитель лекарств в мире, покупает своего конкурента Wyeth за 68 миллиардов долларов[94].
  - Состоялось кольцеобразное солнечное затмение.

- 27 января
  - В бразильском городе Белен начался 9-й Всемирный социальный форум[95].
  - Скончался известный американский писатель Джон Апдайк[96].
  - Выбран новый Патриарх Московский и всея Руси. Им стал митрополит Кирилл[97].
- 28 января
  - Американская компания Boeing объявила о своих планах по сокращению 10 тысяч сотрудников[98].
  - Авиация Израиля нанесла несколько ударов по тоннелям палестинских контрабандистов на южной границе сектора Газа и Египта[99].
  - В столице Мадагаскара городе Антананариву во время самых серьёзных за последнее время антиправительственных митингов погибли 27 человек[100].
  - Открытие Ежегодного Всемирного экономического форума в Давосе, Швейцария[14].
- 29 января
  - Снежная буря в США оставила без электричества свыше миллиона человек[101].
  - По всей Франции прошла массовая забастовка работников транспорта[102].
- 30 января
  - Парламент Сомали в ходе тайного голосования выбрал на пост президента Шейха Шарифа Ахмеда[103].
  - В Сирии открылась первая в стране биржа Damascus Securities Exchange (DSE)[104].
  - Губернатор штата Иллинойс Род Благоевич отправлен в отставку в результате процедуры импичмента, применённой к нему из-за коррупционного скандала[105].
  - Россия и Куба подписали Меморандум о сотрудничестве[106].
  - КНДР объявила о выходе из всех военных и политических соглашений с Южной Кореей[107].
  - С космодрома «Плесецк» осуществлён пуск ракеты-носителя «Циклон-3» со спутником «Коронас-Фотон», который предназначен для наблюдений за активностью Солнца[108].
  - Более тысячи рабочих по всей Великобритании провели уличные акции протеста против использования иностранной рабочей силы на нефтеперерабатывающем заводе в Линкольншире и в других регионах страны[109].
  - Премьер-министр Грузии Григол Мгалоблишвили подал в отставку по состоянию здоровья[110].
- 31 января
  - В Ираке прошли местные парламентские выборы[15].
  - Лидер мадагаскарской оппозиции, мэр столицы Антананариву Андри Радзуэлина провозгласил себя новым руководителем государства[111].
  - В Москве прошли митинги «Единой России», ЛДПР и КПРФ, поводом для которых стал продолжающийся экономический кризис в России[112].
  - Международный детский центр «Артек» был передан из-под контроля Государственного управления делами в сферу управления кабинета министров Украины[113].
  - В селе Подъельск (Республика Коми) в результате пожара в доме престарелых погибли 22 человека[114].